# 哲库恩杜里
哲库恩杜里（转写：jeku enduri），亦称哲库厄真（转写：jeku ejen），是锡伯族传统萨满信仰中的神灵之一，为五谷之神，属于一种自然神。哲库恩杜里这个神名见于清光绪十年十一月（1884年）纳喇氏尔喜萨满手抄的《萨满神歌》（或称《萨满歌》）。在满语和锡伯语中，“哲库”（转写：jeku）意为“粮食、庄稼、谷物”，而“恩杜里”（转写：enduri）或“厄真”（转写：ejen）则分别意为“神，神仙”和“主人”。
在锡伯传统信仰中，用布袋缝制成似人的哲库恩杜里的形象，装入麦、稻、豆等五谷种子，在每年春耕前祭地时，则将其中的陈谷撒地上，以求丰收，每年秋天换新谷。哲库恩杜里袋则挂在仓库。